# New York State of Mind
"New York State of Mind" là ca khúc sáng tác và trình bày bởi Billy Joel, nằm trong album Turnstiles (1976). Cho dù ca khúc chưa từng được phát hành dưới dạng đĩa đơn hay là một bản hit nổi tiếng, song Joel vẫn thường xuyên hát ca khúc này trong các buổi trình diễn trực tiếp. Đặc biệt, ca khúc này trở thành một trong những giai điệu được ưa thích nhất trong buổi hòa nhạc The Concert for New York City vào tháng 10 năm 2001, nhằm quyên góp tiền hỗ trợ cho Đội cứu hỏa và Cảnh sát thành phố cùng các nạn nhân của Sự kiện 11 tháng 9. Đây cũng là giai điệu chủ đề của chương trình từ thiện 12-12-12 tại Madison Square Garden vào ngày 12 tháng 12 năm 2012.

## Thành phần tham gia sản xuất
- Billy Joel – piano, hát chính
- Ken Ascher – hòa âm dàn nhạc
- Richie Cannata – saxophone
- Liberty DeVitto – trống
- Doug Stegmeyer – bass